# Warodia biguttata
Warodia biguttata är en insektsart som beskrevs av Hu och Kuoh 1991. Warodia biguttata ingår i släktet Warodia och familjen dvärgstritar. Inga underarter finns listade i Catalogue of Life.